# Contea di Gunwi
Gunwi (Gunwi-gun; 군위군; 軍威郡) è una contea della provincia sudcoreana del Daegu.